# کیکوری (رودخانه)
کیکوری (به لاتین: Kikori River) یک رود در پاپوآ گینه نو است.
رودخانه کیکوری یک رودخانهٔ بزرگ در جنوب پاپوآ گینه نو در جزیره گینه نو است. با طول کلی ۴۴۵ کیلومتر (۲۷۷ مایل) و در جنوب شرقی به خلیج پاپوآ می‌ریزد و دلتای آن در سر خلیج است. آبادی کیکوری بر دلتا قرار دارد.